# 阿納斯塔西婭·伊利揚科娃

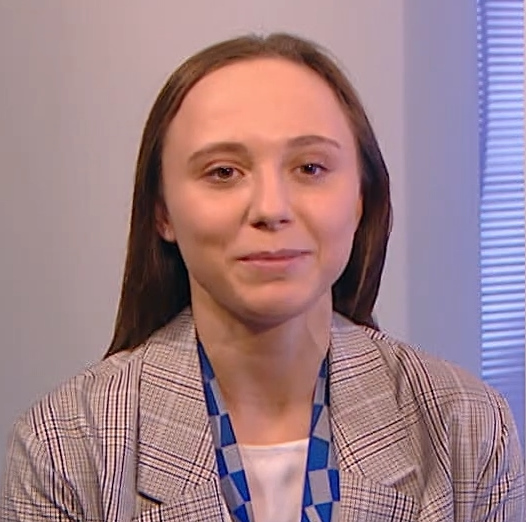

阿納斯塔西婭·伊利揚科娃（俄语：Анастасия Ильянкова，2001年1月12日—），俄羅斯體操運動員，她代表俄羅斯奧林匹克委員會隊參加了日本舉行的2020年夏季奧林匹克運動會，並且在女子高低槓比賽上獲得銀牌。